# NGC 5665A
NGC 5665A is een compact sterrenstelsel in het sterrenbeeld Ossenhoeder. Het hemelobject werd op 30 januari 1784 ontdekt door de Duits-Britse astronoom William Herschel.